# Cephalogryllus bangali
Cephalogryllus bangali är en insektsart som beskrevs av Otte, D. och R.D. Alexander 1983. Cephalogryllus bangali ingår i släktet Cephalogryllus och familjen syrsor. Inga underarter finns listade i Catalogue of Life.